# Сучасна українська мова

## Формування
Твори, написані українською народною мовою, існували і розповсюджувались в Україні задовго до появи «Енеїди» І. Котляревського. Жива розмовна мова українського народу знаходила відображення ще на початку XVII ст. в інтермедіях до драм Якуба Гаватовича: «Продав кота в мішку» та «Найкращий сон». Ці найстаріші відомі україномовні інтермедії були надруковані як додаток до твору «Трагедія, або Образ смерті пресвятого Івана Хрестителя, посланця Божого» (Львів, 1619). Текст твору «Трагедія, або Образ смерті…» надрукував Ян Шеліга.
Історія зберегла факти з початкової доби нової, властивої української літературної мови. Ранні твори, тексти яких збереглися, це насамперед дві інтермедії Я. Гаватовича (1619 р.); «Пісня про Кулину» (1612 р.); інтермедії Митрофана Довгалевського — «Комическое дѣйствіе» (1736 р.) та «Властнотворный образ человѣколюбія Божія» (1737 р.); інтермедії Г. Кониського в його драмі «Воскресеніе мертвыхъ» (40-ві роки XVIII ст.); вертепна драма (найстарший текст «волинський» виник, на думку І. Франка, десь наприкінці XVII ст. або на початку XVIII ст.); текст «Козака Мамая» (напівфольклорний); різдвяні й великодні вірші; «Разговоръ» пастухів (здогадно — друга половина XVIII ст.); громадсько-сатиричні вірші — «Сатира на слобожан», «Вірша про Кирика», «Вірша про Куксу» (всі три вірші виникли у другій половині XVIII ст.); твори І. Некрашевича — «Исповѣдь» (1789 р.), два листи до гнідинського священика І. Филиповича (один з датою 1791 р., другий без дати); «Замисли на попа» (без дати), «Ярмарок»; дві пісні А. Головатого: «Ой Боже наш, Боже милостивий» та «Ой годі нам журитися» (1792 р.); дума гетьмана І. Мазепи «Всі покою щиро прагнуть» тощо.
На початку XVIII ст., тексти, написані українською народною мовою, були переважно світського змісту: про кохання (щасливе та нещасливе), про побутові проблеми, про житейські стосунки. Такі переважно анонімні вірші своїм стилем, мовою і поетикою часто нагадують українські народні пісні (наприклад, «Пѣснь о свѣтѣ» О. Падальського, «От нещасной долѣ» і ін.). Є також значна кількість авторських і безіменних бурлескних віршів та діалогів (різдвяні та великодні вірші), інтермедії та інтерлюдії, сатиричні вірші і оповідання, які написані українською народною мовою. Прикладом поетичного твору на історичну тематику, писаного мовою, близькою до народної, є «Дума» Й. Шумлянського, що її присвячено Віденській битві 1683 року.
Один із перших віршів, що було надруковано українською народною мовою, дуже близькою до сучасної літературної, є твір Антона Головатого «Пѣсня Черноморскаго войска, по полученіи на землю Высочайшихъ грамотъ сочиненная» (1792). У листопаді того ж року опублікований у «Новых ежемесячных сочинениях», щомісячному виданні російської Імператорської академії наук.

### «Енеїда» Івана Котляревського

«Енеїда малоросійською мовою перелицьована. Чч. І, II, III, з додатком значень малоросійських слів як тих, що містяться в ній, так і досить багатьох інших.»

«Енеїда» Івана Котляревського (1798, 3 частини; 1842 — повне посмертне видання) стала першим великим твором загальнонаціонального значення нової української літератури, написаним народною мовою. Взявши за основу сюжет однойменної поеми Вергілія, Котляревський у традиціях давнього українського бурлеску створив свій оригінальний художній твір. У поемі автор відтворив різні сторони життя українського суспільства у другій половині 18 століття. Національне забарвлення і співчуття до долі простого народу зумовили великий успіх «Енеїди» серед сучасників.
| Фонологічні процеси в українській мові, починаючи від кін. XVIII — поч. XIX ст. |
| - нові звукозміни не фіксуються, - втрата продуктивності чергування [е], [о] з [i] (нові слова не мають такого чергування), - закріплення одного з альтернантів у чергуваннях [u] / [w] та [і] / [j] за певними лексемами, - втрата опозиції за твердістю / м'якістю перед [і] та опозиції [ɪ] / [і] на початку слова, - скорочення вживання дзвінкого м'якопіднебінного проривного [g], заміна його дзвінким гортанним фрикативним [ɦ], що є характерним для багатьох мовців, - потужний вплив російської мови: поступово зникають ті риси української мови, які є непритаманні російській мові (наприклад, поширення [v] на місці [w] у позиції перед голосним). |

### Перша граматика

«Граматика малоросійського наріччя» О. Павловського — перша граматика сучасної української мови, 1818 р.

Сторінки 26 та 27 «Граматики малоросійського наріччя» О. Павловського — словник.

О. Павловський, автор першої друкованої граматики живої народної української мови, написаної 1805 р., але виданої 1818 р. в Ст.-Петербурзі під назвою «Граматика малоросійського наріччя» (рос. Грамматика малороссійскаго наречія), а також важливого для її розуміння «Додатку до Граматики малоросійського наріччя» (рос. Прибавленія къ ГрамматикѢ малороссійскаго наречія) (1822 р.), є одним з перших мовознавців, що заклали наукове підґрунтя для усвідомлення української мови як самостійної й рівноправної серед інших слов'янських мов. В українському мовознавстві їй передували граматики учнів Львівської братської школи (1591 р.), Лаврентія Зизанія (1596 р.), М. Смотрицького (1619 р.), І. Ужевича (1643 р.), але всі вони в традиціях тогочасної філології пояснювали церковнослов'янську мову переважно в порівнянні з канонічними латинською і грецькою. Лише написана латинською мовою «Грамматыка словенская» І. Ужевича охарактеризувала граматичну будову староукраїнської книжної мови (у І. Ужевича «народна мова», лат. lingua popularis). Однак з огляду на призначення, обсяг, зміст і структуру саме праця О. Павловського вважається першою науковою граматикою української мови, бо в ній системно аналізується фонетична, граматична й частково лексична та фразеологічна будова народної української мови, на базі якої вже тоді активно розвивалася літературна форма мови.
У «Граматиці» О. Павловський, серед іншого, стверджує, що «малоросійське наріччя» є таким, «яке є практично справжньою мовою» (рос. которое составляетъ почти настоящій языкъ). Книга містить об'єктивні та досить сміливі як на той час визначення національно-мовних реалій. Такі погляди не сподобалися владі та офіційним установам Російської імперії, зокрема її Академії Наук: як наслідок, надіслана О. Павловським ще 11 березня 1805 р. граматика з супровідним листом до Російської Академії Наук хоч і була розглянута без особливих критичних зауважень по суті, але рекомендації до друку так і не отримала. Праця була опублікована лише 1818 р. у приватній типографії В. Плавільщикова.
Сама «Граматика малоросійського наріччя» є відносно невеликою за обсягом книгою — всього понад 120 сторінок. Вона включає вступ, що називається «Замість передмови» (рос. «Вместо предисловія»), першу частину «Про літери та про словотвір» (рос. «О буквахъ и о произведеніи словъ»), присвячену питанням фонетики й морфології української мови, другу частину «Про творчість та віршування малоросійське» (рос. «О сочиненіи и о стихотворстве малороссійскомъ»), в якій подається короткий словник з найуживанішими словами, природничою термінологією, християнськими іменами, фразеологізмами та приказками, а також окреслюються питання синтаксису й наводяться уривки з розмовного мовлення та фольклору, узагальнення, поміщені під назвою «Загальні зауваження» (рос. «Общія замечанія»). Її фактичний матеріал і життєвий досвід автора свідчать, що граматика написана на базі південно-східних говірок тодішньої Київщини.
О. Павловський переконливо підтверджує відокремленість «малоросійського наріччя» від російської мови загальноукраїнськими фонетичними, граматичними й лексичними ознаками та одиницями. Серед них зазначаються:
- характерні для української мови чергування приголосних, що виникли ще в праслов'янську добу внаслідок другої палаталізації (пом'якшення) задньоязикових: рука — руці, нога — нозі, заверуха — заверусі;
- звук «і» на місці «о» в новозакритих складах, у тому числі і в назві Бігъ, що розвинулася зі староукраїнського Богъ;
- згадувані форми давального відмінка на -ові/еві на зразок панові, коневі, які в сучасній українській літературній мові стали для відповідних іменників чоловічого роду основною нормою;
- збережений в українській мові праслов'янський з походження кличний відмінок, який у граматиці О. Павловського називається «звательным» і подається після знахідного: грубо, пане, панове, дурне або дурню та ін;
- використання специфічно українського суфікса -енко для творення патронімійних назв людей і прізвищ з первісним значенням недорослості на кшталт Грыценко, Хведоренко, Онопріенко, Карпенко, Павленко;
- відповідний склад характерних для української мови власних імен людей та їх неофіційних форм: Горпына, Горпыночка — Агрипина; Грыцько, Грыцыкъ, Грыць — Григорій, Дмытро, Дмытрыкъ, Дмытрусь — Дмитрій та ін.;
- великий прошарок специфічно українських лексем і фразеологізмів: борошно, вирій, пугач, «бісыка пускать», «куры строить», «баба зъ воза, кобылі легше» та ін.;
- переважне використання на місці поширених у російській мові дієприкметників сполучень з займенників і дієслівних форм: Подай, панычу, мыні тую свічку, що на столі стоїть;
- специфічні за фонетичними, лексико-граматичними й стилістичними ознаками уривки українських розмовних текстів і народної творчості та ін.

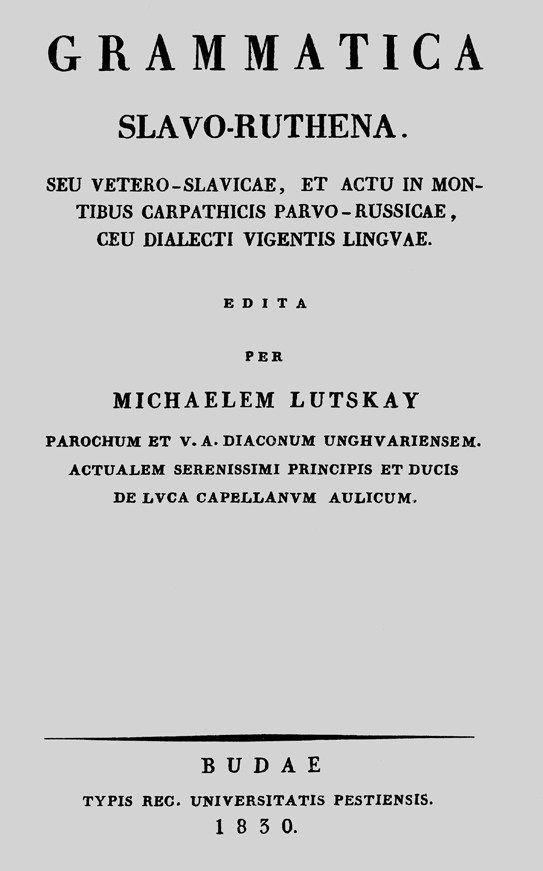
Латиномовна «Grammatica slavo-ruthena» («Граматика слов’яно-руська») закарпатця М. Лучкая, 1830 р. Перевидана у Києві українською мовою 1989 р.

Наступні граматики української мови у Східній Україні з'являються лише після революції 1905 р., хоча в Західній Україні, яка була в цей час під владою Австро-Угорщини, вийшли у світ українські граматики І. Могильницького (1822—1824 р.р.), М. Лучкая (1830 р.), Й. Левицького (1834 р.), Й. Лозинського (1846 р.), Т. Глинського (1845 р.), Я. Головацького (1849 р.), П. Дячана (1865 р.), С. Смаль-Стоцького й Т. Гартнера (1893 р.) та ін.

### Перший сучасний підручник

«Грама́тка» П. Куліша, Санкт-Петербург, кінець 1857 р. — перший підручник сучасної української мови.

«Українська абетка» («Украı́н́ска абèтка») М. Гаццука (М. О. Гатцука), Москва, 1860 р. — один з найперших українських букварів.

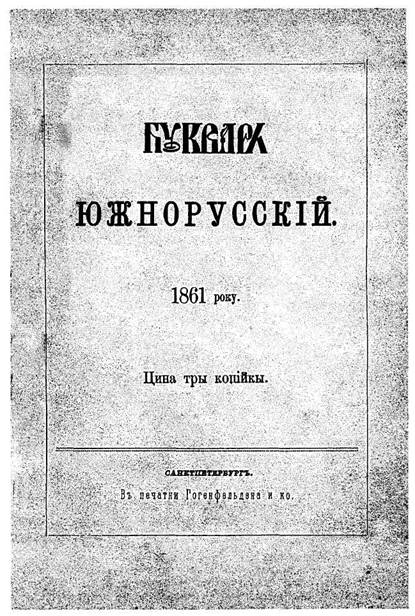
«Букварь южнорусскій» («Південноросійська абетка») — читанка, укладена Т. Шевченком для вивчення письмової української мови дорослими особами, 1861 р.

«Грама́тка» Пантелеймона Куліша, надрукована у 1857 р., є одним з перших підручників сучасної української мови.
До середини XIX століття в тій частині України, яка була в Російській імперії, не було жодної школи, де навчання велося б українською мовою. У 40—60-х роках XIX століття в Україні розпочалося національно-культурне відродження, одним з виявів якого стало відкриття українських недільних (недержавних) шкіл для навчання грамоти дітей і дорослих, які не відвідували державних (російських) шкіл. Такі недільні школи розпочали з'являтися в Україні 1859 року з ініціативи самих українців. У 1859—1860 роках вже було 68 недільних шкіл. Викладачами шкіл були члени українських громад — студенти, вчителі гімназій тощо. У недільних школах навчання проводилося у вихідні, вивчали три основні предмети: закон божий, грамоту, малюнок. Навчання в багатьох таких школах велося українською мовою, тому виникла потреба в українських підручниках.
«Грама́тка» П. Куліша стала першим букварем, за яким українці могли навчатися рідною мовою. Наслідуючи приклад П. Куліша, до створення україномовних букварів та арифметик для недільних шкіл на початку 60-х років XIX ст. приступили Т. Шевченко, М. Максимович, К. Шейковський, І. Деркач, М. Гатцук, О. Стронін, Ю. Дараган, Л. Ященко, О. Потебня та ін.
У «Грама́тці», як і в «Записках про Південну Русь» (рос. «Записках о Южной Руси»), П.Куліш впроваджував новий фонетичний правопис (згодом його назвали «кулішівкою»), який мав важливе значення у встановленні сучасної української орфографії. Оскільки «Грама́тка», як зазначав сам автор, призначалася не тільки для дітей, а й для всіх тих, хто не мав початкової шкільної освіти, він подав різні методичні поради. Вони написані просто і докладно, з використанням народно-розмовної лексики.
|  | Скілько ні есть у насъ по Вкраіні граматокъ і букварівъ, то всі вони не годятця намъ для первоі науки письменства, бо печатані не нашою мовою, а черезъ те всяка дитина довго нудитця надъ книжкою, поки навчитця иноязичниі слова розбірати...Треба учить дітей письменства такъ, щобъ дурно часу не гаявши, швидко зрозуміла дитина науку читання, а до сёго найперша помічъ – щобъ граматка зложена була рідною Украінською мовою. Навчившись читать по-своёму, усяке розуміе и Церковну, и Московську печать, тогді й нехай беретця за які хотя книги. Отсе жъ напечатана така Граматка. Учачись читать, не буде тутъ спотикатись дитина на слова иноязичниі; а витвердивши іі добре здобуде на ввесь вікъ собі користи. Передмова до «Грама́тки» П. Куліша |

Підручник складається з двох основних частин. Перша частина — власне граматика, а друга — початки арифметики. Спочатку пропонується вивчити азбуку, що складається з 36 графічних знаків. Також подаються різні набори літер — друковані великі літери (прописна азбука), маленькі друковані літери (стрічна азбука), маленькі писемні літери (крива азбука).
У «Граматці» автор аналізує деякі українські звуки, що відрізняються від російських:
|  | 1) У нашій мові буква Г иногді вимовляетця твердо, отъ якъ у слові ганокъ, або гузъ; то въ таких случаяхъ треба писати Латинську букву велику G, або малу g, именно –gанокъ, gузь, Gанжа Андиберъ. 2) Буква Ы въ нашій мові лишня, бо въ насъ не говорять такъ твердо, якъ Московські люде, ты, вы, мы, або столы, бабы, а мякше; тимъ и доволі зъ насъ букви И для всякого такого слова, якъ криниця, каплиця, и доволі букви І для всякого такого слова, якъ жінка, сіно. Буква Ы поставлена въ азбуці тілько на те, що вона есть у Церковних книгах, а затимъ и въ старосьвітському письмі. 3) Буква Е вимовляетця въ насъ твердо въ словах небо, тебе, а въ словах корінне, щасте м’якше; то слова сиі й пишуться для сёго оттакъ: коріннє, щастє. 4) Букви ѣ у насъ у мові не чутно, а на місто іі вимовляетця І. Тутъ вона въ азбуці оставлена ради Церковного язика. |

Цікаво, що переважна більшість термінів і номенклатур, що їх використав П. Куліш у «Грама́тці», функціонує в сучасній українській літературній мові (наприклад, мова, склади, азбука, дума, віршъ, законъ, судъ, добутокъ, наука, прості числа, множиме, урокъ та ін.). Деякі з них зазнали фонетико-морфологічних змін (наприклад, табличка помножения — таблиця множення, поділъ — ділення, ділитель — дільник та ін.), окремі терміни не вживаються (наприклад, справа — у значенні математична дія, язикъ — у значенні мова та ін.).

### Тарас Шевченко
Основи нової української літературної мови заклав І. Котляревський. Однак виникнення і остаточне сформування нової української літературної мови не було раптовим, миттєвим явищем. Літературний, мовотворчий процес формування нової української літератури і літературної мови тривав майже півстоліття і закінчився літературно-мовною діяльністю Т. Шевченка.
І. Огієнко в своїй праці «Історія української літературної мови» сказав про це таким чином :
|  | В історії розвою української літературної мови Шевченко закінчив ту добу, що розпочалася Котляревським і велася його наслідувачами. Він став синтезою цієї мови і він же поставив її на добру путь дальшого розвою. По Шевченкові хоч і ще й сперечаються за межі літературної спроможності української мови, але всім стало ясно, що Шевченко таки вивів цю мову на шлях ширшого літературного розвою. |

## XX ст

### Початок XXст.
- 1903 р. — у Відні Британське Біблійне товариство надрукувало Біблію українською літературною мовою під назвою «Святе Письмо Старого і Нового Завіту мовою русько-українською». Переклад зробили П. Куліш та І. Пулюй. Деякі частини переклав І. Нечуй-Левицький (після смерти П. Куліша). Це перше повне видання Біблії українською мовою. Було кілька перевидань, останнє, і перше в Україні, 2000 р.[46][47]
- 1904 р. — у Львові надруковано «Руську правопись зі словарцем», що її схвалила Філологічна секція НТШ. Чимало правил є чинними й сьогодні[48]. У Чернівцях надруковано практичний «Русько-німецький словарь» отця Омеляна Поповича (близько 25 тис. слів). Словник перевидавали для шкільного вжитку декілька разів[49].
- 1905 р. — створено перші товариства «Просвіта» в Центральній та Східній Україні: 8 жовтня 1905 р. — Катеринослав (Д. Яворницький, В. Біднов, Д. Дорошенко та Н. Дорошенко), 25 листопада 1905 р. — Одеса (І. Луценко, М. Комаров, І. Липа, С. Шелухін, А. Ніковський, М. Слабченко), травень 1906 р. — Київ (Б. Грінченко, Т. Коваленко, М. Лисенко, Ф. Красицький, Ф. Матушевський, Леся Українка, С. Єфремов, В. Дурдуківський), на Кубані (Краснодар, Темрюк, Майкоп). Загалом було створено близько 40 «Просвіт». Утворювалися «Просвіти» і поза територією України: у Новочеркаську, в Баку, у Владивостоку. Діяльність всіх «Просвіт» на території Російської імперії припинено адміністративними методами 1910—1911 р.р.[50] Створено організацію народних вчителів Галичини й Буковини «Взаємна поміч українського вчительства».
- 18 лютого 1905 р. — загальні збори Імператорської Академії Наук схвалили записку «Про відміну утисків малоруського друкованого слова» (рос. Объ отмене стеснений малорусскаго печатного слова)[51]. Її склали Ф. Корш (загальний погляд і розвиток українського письма) та О. Шахматов (філологічні аргументи). У березні її надруковано накладом 150 примірників. Українській переклад (В. Гнатюк) надруковано в «Літературно-науковому віснику» (т.30, 1905 р.) та окремим випуском. В Росії невідомий видавець опублікував її (з дозволу Академії) 1910 року[52].
- 17 жовтня 1905 р. — набули чинности «Тимчасові правила про друк» (рос. Временные правила о печати), що скасували закони 1876 та 1881 р.р. і попередню цензуру. Діяльність української преси та книговидання узаконено, як один з різновидів «друку інородницького» (рос. печати инородческой)[53].
- 1906 р. — вийшов перший український словник чужомовних слів В. Доманицького «Словарик пояснення чужих і не дуже зрозумілих слів» (близько 1500 гасел)[54].
- 15 вересня 1906 р. — початок видання в Києві єдиної у підросійській Україні щоденної української газети «Рада». Видавав і фінансував її Євген Чикаленко. Проіснувала до 2 вересня 1914 р.[50]
- 1907 р. — у Києві почато видання «Словаря української мови», що його «зібрала редакція журналу „Кіевская Старина“, упорядкував з додатком власного матеріялу Борис Грінченко» (завершено 1909 р.). Словник містив понад 68 тис. слів з тлумаченнями. Крім літературних джерел, великою мірою використано чисто народний матеріал з етнографічних записів і збірок з усієї української території. Цей словник є видатною лексикографічною працею, що й дотепер не втратила цінности. До того ж його видання зіграло виняткову роль у впорядкуванні українського правопису. Правопис «Словаря» був прийнятий в усіх українських виданнях і в головних рисах зберігається досьогодні[55]. У Чернівцях почато видання «Латинсько-українського словника» Юліяна Кобилянського (завершено 1912 року)[54].
- 29 березня 1908 р. — тридцять сім членів Державної Думи подали проєкт «Про мову викладання у початкових школах місцевостей з малоросійським населенням» (рос. О языке преподавания в начальных школах местностей с малорусским населением), де пропонували від 1908/09 навчального року ввести в початковій школі навчання рідною мовою. Проєкт не дістав підтримки.
- 1910 р. — у Києві почав виходити часопис «Світло», перший в Центральній та Східній Україні педагогічний журнал українською мовою[50]. В Чернівцях видано «Словник чужих слів. 12 000 слів чужого походження в українській мові» Зенона Кузелі та Миколи Чайківського (перевидання — Київ-Лейпціг, 1918 р.). У додатку наведено «Чужі слова та звороти, що пишуться латинськими буквами» з українськими відповідниками[54].
- 20 січня 1910 р. — міністр внутрішніх справ Росії П. Столипін своїм циркуляром наказує губернаторам не дозволяти створювати «інородницькі товаства, у тім числі українські та єврейські, незалежно від мети, що ними ставиться» (рос. инородческие товарищества, в том числе украинские и еврейские, независимо от преследуемых ими целей). Після цього практично всі «Просвіти», окрім відділів у Катеринославський губернії, закрито[54].
- 1912 р. — у Чернівцях видано «Німецько-Український словник» Володимира Кміцикевича й Спілки (нім. Deutsch-Ukrainisches Woerterbuch) за редакцією Зенона Кузелі[54].
- 1913 р. — у Києві відбулася таємна нарада представників термінологічних гуртків. Українське наукове товариство в Києві перебрало на себе координацію всієї української термінологічної справи. Всі матеріяли — кілька тисяч карток з записами сільськогосподарської, природничої, технічної термінології — гуртки передали до УНТ в Києві[54].
- 1914 р. — у Вінніпезі видано «Кишеньковий англо-український і україно-англійський словарець» Максима Ясенівського.
- 21 липня 1914 р. — у Російській імперії закрито всі українські газети та журнали. Далі закрито регіональні осередки, українські видавництва, заборонено друкувати будь-що українською мовою. Багатьох українських діячів вислано за межі України[56].
- Серпень — вересень 1914 р. — успішний наступ російських військ у Галичині, Буковині та Лемківщині. Генерал-губернатором Галичини призначено графа Г. Бобринського. Він ясно і відверто висловив свою програму:

|  | Східна Галичина та Лемківщина з давен — корінна частина єдиної великої Русі; у цих землях корінне населення завжди було російським, отже влаштування їхнє має бути засноване на російських началах. Я вводитиму тут російську мову, закон і влаштування. |

- 6 вересня 1914 р. — закрито «Просвіту»[57].
- 1917 р. — у Вінніпезі видано «Кишеньковий словар англійської та української мови» Є. Козловського.

«Сьвяте письмо Старого і Нового Завіту мовою русько-українською.» Відень, 1903 р. Переклад П. О. Куліша та І. П. Пулюя.
Перший україномовний часопис Східної України — газета «Слобожанщина», м. Харків. «Підпільне» число було надруковане у харківській типографії в червні 1904 р., офіційно «нульовий» і єдиний вихід відбувся 25 березня 1906 р.[58]
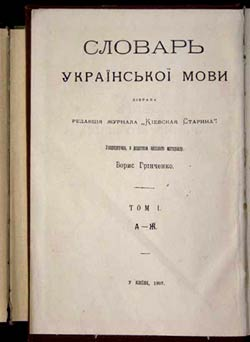
«Словарь української мови» Б. Грінченка — перший сучасний словник літературної української мови та діалектизмів, 1907 — 1909 р.р.
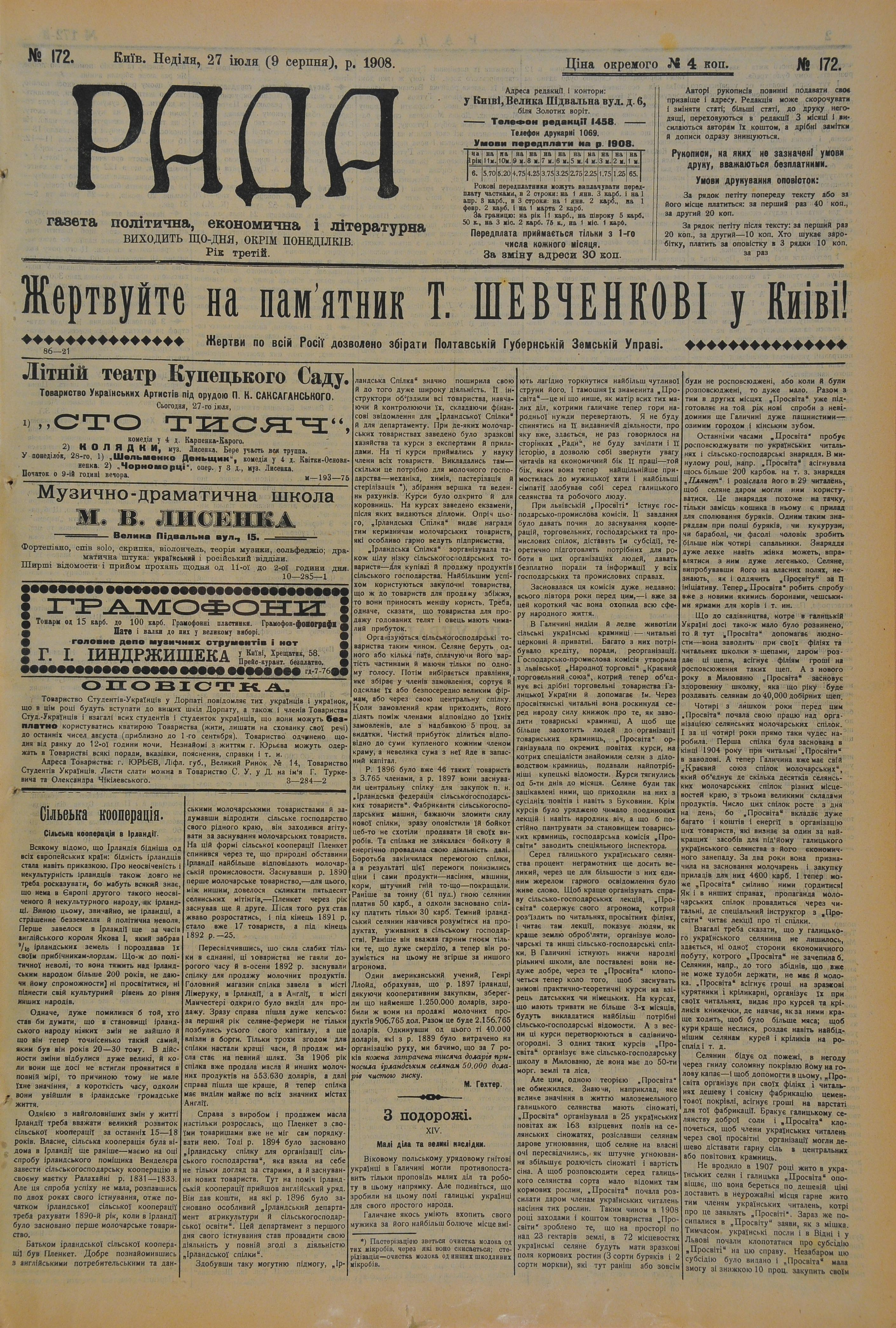
Газета «Рада» — єдина щоденна українська громадсько-політична, економічна і літературна газета ліберального напряму українською мовою на Наддніпрянщині, від 15 вересня 1906 р. до 2 серпня 1914 р.

#### Визнання в Російській імперії

Федір Корш, російський філолог та славіст, один з авторів «Записки про відміну утисків друкованого малоруського слова» 1905 р.

Дискусії навколо української мови точилися на сторінках наукових, громадсько-політичних, науково-популярних газет та журналів, у приватному листуванні в Російській імперії у XIX — на початку XX ст. Участь у ній взяли як українські вчені, так і російські, частково — польські та інші славісти, але найактивніше і найбільше полемізували М. Погодін і М. Максимович, О. Соболевський і А. Кримський, С. Булич, Т. Флоринський та К. Михальчук і В. Науменко.
На основі виявлених фонетичних, морфологічних, синтаксичних та лексичних ознак було описано найхарактерніші риси української мови, що відділяють її від інших слов'янських мов, зокрема російської та польської. На особливості української мови звертали увагу як українські вчені (М. Максимович, К. Михальчук, О. Огоновський, О. Потебня, І. Франко, А. Метлинський, В. Науменко, І. Срезневський та ін.), так і російські науковці (С. Булич, Т. Флоринський, М. Погодін, О. Соболевський, О. Шахматов та ін.). Деякі російські вчені, зокрема О. Шахматов, П. Лавровський, Ф. Корш, прагнули об'єктивно показати закономірні процеси її розвитку, відводили їй належне місце серед інших слов'янських мов. Представники офіційної науки, зокрема С. Булич, Т. Флоринський, М. Погодін, О. Соболевський, розглядали українську мову лише як наріччя «загальноросійської мови» (рос. «общерусского языка»), відводячи їй роль другорядної, не здатної до обслуговування різних сфер життя, насамперед — духовної культури. Визнавали самостійною українську мову відомі славісти Ф. Міклошич та В. Ягич.
Намагання представників російської офіційної науки розглядати українську мову як діалект «загальноросійської мови» сприяли появі урядових указів про обмеження українського друкованого слова. Українська мова надовго була витіснена з усіх сфер суспільно-політичного життя українського народу. І тільки заходами прогресивних російських діячів, у тому числі О. Шахматова, Ф. Корша, П. Фортунатова, знято ці дискримінаційні щодо української писемно-літературної мови царські заходи.
Дискусія навколо української мови сприяла з'ясуванню питання про її походження, дослідженню писемних пам'яток. Представники офіційної філології намагалися довести, що розпад «загальноросійської мови» стався лише у XII—XIV ст. Українські мовознавці М. Максимович, О. Потебня, О. Огоновський, А. Кримський у своїх працях переконливо показали старожитність української мови, самостійний її розвиток принаймні з XI ст. Об'єктивно підходив до з'ясування генези української мови і О.Шахматов, на думку якого окремі відмінності в «загальноросійській мові» проявляються вже в XI ст. Під час дискусії була повністю відкинута як антинаукова теорія, що її висунув був М. Погодін, а підтримав О. Соболевський, про пізніше заселення земель Києва та Київщини вихідцями з Карпат. М. Максимович, О. Котляревський, А. Кримський та ін., російський лінгвіст О. Шахматов були переконані в тому, що українці проживали на землях Подніпров'я здавна. Ряд дослідників не лише визнавали старожитність української мови, але й писали про її вплив на розвиток російської та польської мов (М. Костомаров, П. Куліш, М.Колесов, І. Могильницький).
У ході полеміки доведено спроможність української мови бути мовою науки, освіти (І. Франко, Б. Грінченко, І.Нечуй-Левицький, Є. Тимченко, В. Науменко, М. Грушевський), усупереч твердженням представників царської офіційної науки (С. Булича, Т. Флоринського та ін.). Дискусії, що велися протягом XIX — поч. XX ст., остаточно показали окремішність української мови, визнали її право на самостійний розвиток, що підтвердила російська «Імператорська Санкт-Петербурзька академія наук».
18 лютого 1905 р. російською «Імператорською Санкт-Петербурзькою академією наук» було видано «Записку про відміну утисків друкованого малоруського слова» рос. «Объ отмѣнѣ стѣсненій малорусскаго печатнаго слова») — вона являла собою ґрунтовний науковий аналіз в історичному розрізі ситуації, пов'язаної з розвитком і забороною українського друкованого слова. Поява «Записки» була викликана вимушеним напередодні революційних подій 1905 р. зверненням комітету міністрів Російської імперії до академії наук з метою мати «достатні фактичні відомості» (рос. достаточные фактические сведения) щодо ситуації з україномовним друком.
Для розгляду цього питання в січні 1905 р. було створено комісію під керівництвом академіка Ф. Корша. Пропозиції членів комісії, викладені в «Записці», стосувалися необхідності відміни абсурдних заборон українського друку, українська мова була ледь не вперше в Російській імперії названа окремою від російської мовою. Не зважаючи на це, царська бюрократія у вересні 1905 р. все одно заявила про «несвоєчасність» скасування цензурного указу 1876 р.
Уперше «Записка» опублікована окремим виданням у 1905 р. приватним видавництвом, перевидана у 1910 р.

#### Українська мова у Східній Галичині
Від 1340 до 1772 року Східна Галичина входила до складу Польщі. Цей період характеризується відсутністю українських шкіл, на відміну від Великого князівства Литовського українська не була мовою двору, науки, суду, права та дипломатії. За словами Й. Лозинського, українська мова «з високого становища була загнана під селянську стріху».
Після приєднання Галичини до Австрії у 1783 р. з дозволу цісаря Йосипа ІІ було відкрито духовну семінарію з українською мовою викладання у Львові. У цьому ж році був відкритий Львівський університет, де викладання велося латиною та німецькою мовами. У 1787 р. було відкрито «Провізоричний науковий інститут в руській мові» («Руський інститут», лат. Studium Ruthenum) — філософсько-богословський заклад для українців для підготовки сільських священиків. Цей заклад проіснував до 1808 р. Після смерті Йосипа ІІ у 1790 р. українське відродження поступово почало згасати.
У 1829 році в газеті «Czasopismo naukowe księgozbioru imienia Ossolińskich» (укр. «Науковий журнал бібліотеки ім. Оссолінських») було надруковано статтю І. Могильницького «Rozprawa o języku ruskim» (укр. «Роздуми про руську мову») — скорочений переклад його праці «Вѣдомость о Рускомъ языцѣ». Ця стаття мала великий резонанс, оскільки її автор першим заявив про самостійність української мови та навів відповідні аргументи.
І. Могильницький вважав, що писемна, літературна мова повинна відрізнятися від простої народної мови, тобто дотримувався теорії про два стилі. Окрім того, на території Східної Галичини функціонували кілька українських говорів, зокрема гуцульський, лемківський, бойківський, покутсько-буковинський та наддністрянський. Через те більшість мовознавців схилялися до формування літературної мови не на основі якогось з цих діалектів, а використовуючи багату літературну спадщину церковнослов'янською мовою.
Помітною працею з проблем української мови була українська граматика Йосипа Левицького, написана німецькою мовою та видана у 1834 р. Автор знайомив європейського читача з особливостями української мови, однак у книзі була представлена не справжня українська мова, якою розмовляли українці, а сурогат, мішанина старослов'янських, українських, російських та польських слів.
Подією великої культурологічної ваги став вихід у світ у 1837 р. літературного альманаху «Русалка Днѣстровая», створеного «Руською трійцею» — Маркіяном Шашкевичем, Яковом Головацьким та Іваном Вагилевичем. Альманах був написаний простою народною українською мовою з використанням фонетичного принципу письма та «гражданського» шрифту, що сприймалося як виклик усталеній системі.

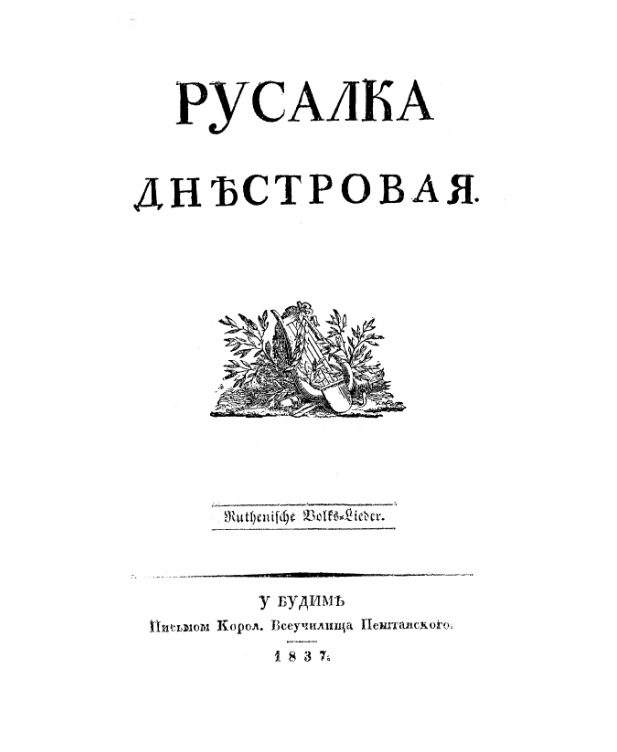
Обкладинка «Русалки Днѣстрової», 1837 р.

«Малоруско-нїмецкий словар в 2-х томах / Ruthenisch-Deutsches Wörterbuch in 2 Bänden» Є. Желехівського, 1886 р. Норми цього словника було визнано офіційними в Австро-Угорщині.

Одночасно з проукраїнським рухом у Галичині існував «москвофільський» напрямок. Починаючи з другої половини 50-х р.р. XIX ст. особливо виділялося «Погодінське коло», що його очолив історик Д. Зубрицький. «Москвофіли» зневажливо ставилися до української мови, називаючи її мовою черні, «простолюдина пасічника Грицька», «пастуха Панька» тощо. Іван Франко назвав діячів «москвофільського» напрямку «твердорусами» та засуджував їхню позицію.
На початку 60-х р.р. XIX ст., після смерті Т. Шевченка, в Галичині зароджується на противагу москвофільському рух «народовців», які обстоювали народну мову. У 1863 р. виходить брошура М. Лаврівського «Кілька слів на часі!», яка була написана фонетичним правописом і народною мовою. Визначною подією в культурному житті Галичини була поява на початку 60-х р.р. XIX ст. граматики української мови Михайла Осадци. У таборі народовців, які обстоювали народну мову, найактивнішими були син М. Шашкевича Володимир, К. Климкович, Ф. Заревич, Д. Танячкевич, Михайло Осадца, Ю. Лаврівський, Іван Жуківський, С. Качала, А. Вахнянин, Михайло Глинський та інші. Рух і вплив народовців посилився з відкриттям 8 грудня 1868 р. товариства «Просвіта».
О. Огоновським у 1880 р. було написано граматику української мови німецькою «Studien auf dem Gebiete der ruthenischen Sprache» (укр. «Дослідження різних аспектів руської мови»). У ній правильно характеризувалася українська мова, її фонетичні та граматичні особливості. У книзі він зіставляє українську мову з російською, розкриває основні риси української, показує її переваги над російською.
Боротьба за народну мову проходила з перемінним успіхом. Разом з москвофільськими виданнями («Слово» тощо) існували видання народовські («Вечерниці» — до 1863 р., «Мета», «Нива», «Русалка»). У 1886 р. вийшов «Малоруско-нїмецкий словар / Ruthenish-Deutches Wörterbuch» Є. Желехівського, виданий за фонетичним правописом, який отримав назву «желехівка».
Суттєво вплинув на формування літературної української мови в Галичині І. Франко.
90-ті р.р. XIX ст. позначено дискусією щодо загальноукраїнських норм літературної мови між письменниками Східної та Західної України. Східноукраїнські письменники назагал не сприймали галицького варіанту літературної мови. Ще у 1863 р. М. Костомаров у листі до О. Кониського писав:
|  | «А що про Червону Русь пишете, так вона не єдиним правописом одрізнилася од нас, але й мовою, нехай вона до нас прихиляється, а не ми до неї. Самі розумні русини так говорять». |

Б. Грінченко у 1891 р. у «Правді» надрукував статтю під назвою «Галицькі вірші», в якій він звинувачував галицьких письменників у надмірному вживанні полонізмів. Його підтримав А. Кримський, М. Школиченко, В. Самійленко. Різку відповідь на цю статтю дав І. Франко, якого підтримали Н. Кокорудз, І. Верхратський та ін. З іншого боку М. Грушевський був категорично проти ігнорування галицького варіанта літературної мови:
|  | Ігнорувати цю культурну мову, вироблену такою тяжкою працею кількох поколінь, відкинути і спустити на дно і пробувати незалежно від тієї «галицької» мови створювати нову культурну мову з народних українських говорів наддністрянських чи лівобережних, як дехто хоче тепер,- це був би вчинок страшно шкідливий, помилковий, небезпечний для всього нашого національного поступу. І ті… що осуджують, цураються, паплюжать, дискредитрють цю культурну мову, роблять погану послугу українству… |

### Мовна політика 1917—1920рр.

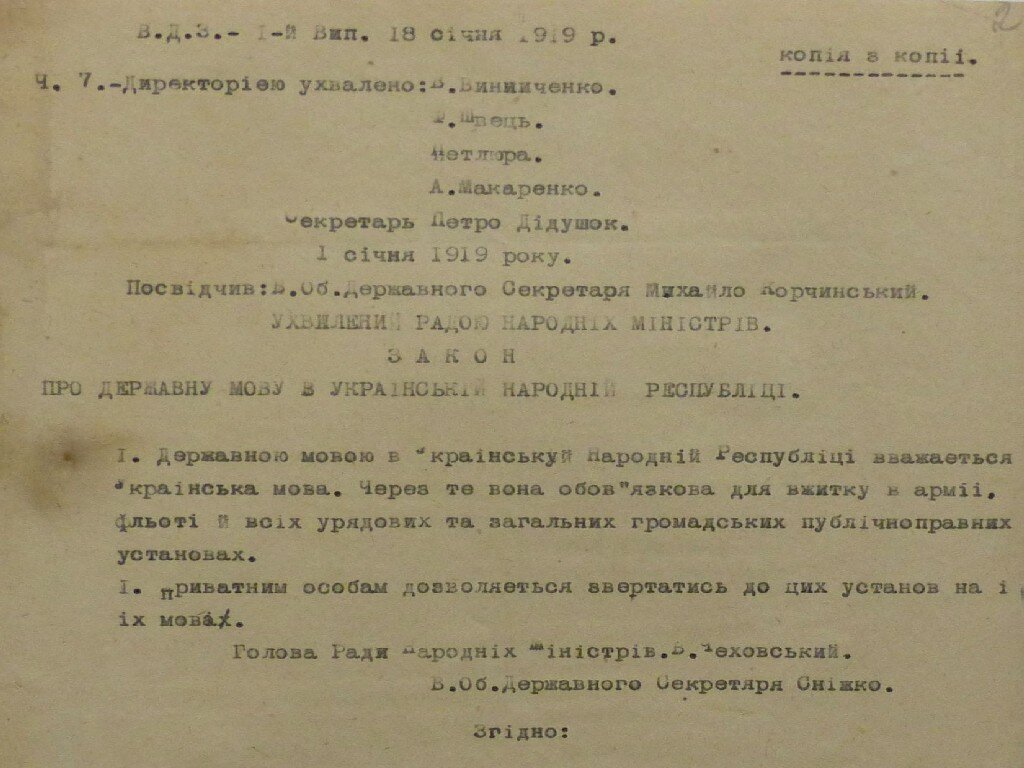
Закон Директорії УНР про державну мову, 3 (чи 18) січня 1919 р.

- 7 березня 1917 р. — на засіданні Української Центральної Ради ухвалено, що «мовою, якою Рада має звертатись, є мова українська»[65].
- 28 березня 1917 р. — російський Тимчасовий уряд ухвалив дозволити викладання української мови в школах Київської навчальної округи. У початкових школах дозволено навчання українською мовою, а російська ставала обов'язковим предметом від другого класу. В учительських семінаріях заведено курси української мови, літератури, історії й географії. У вищій школі засновано кафедри української мови, літератури, історії та права.
- 30 травня 1917 р. — доповідна записка Тимчасовому урядові та виконавчому комітетові Петроградської ради робітничих та солдатських депутатів з питань автономії України містила вимогу:

|  | [...] 7. Визнану Тимчасовим урядом українізацію початкової школи треба перенести і на середню та вищу школу як відносно мови, так і дісциплін навчання. 8. Відповідальні посади як гражданської, так і духовної адміністрації на Україні треба заміщати особами, що користуються довір’ям населення, говорять його мовою і знайомі з його побутом. |

- літо 1917 р. — «Товариство Шкільної Освіти» видало невеличкими брошурками проєкти термінології з географії, граматики, аритметики, геометрії, алгебри. До осені 1917 р. відкрито 53 українські середні школи, зокрема 3 українські гімназії в Києві.
- осінь 1917 р. — створено термінологічні комісії при Міністерствах Юстиції, Судових Справ, Шляхів, Військовому, Департаменті Професійної Освіти Міністерства Народної Освіти, Головній Санітарній Управі Міністерства Справ Внутрішніх (пізніше — Міністерство Здоровля).
- 18 вересня 1917 р. — Генеральний Секретаріят ухвалює постанову, де зазначено:

|  | Мова українська має повне право офіціально вживатися поруч з мовою російською, при забезпеченні язикового права меншостей. [...] Діловодство у Секретаріяті провадиться мовою українською. |

- 1918 р. — Термінольоґічна комісія природничої секції Українського наукового товариства видала «Словник української физичної термінольоґії» — окрему відбитку з I тому «Матеріялів до української природничої термінольоґії».
- 9 лютого 1918 р. — опубліковано «Закон Центральної Ради про запровадження української мови у банківській і торговій сфері». У п. 3 проголошено:

|  | Мовою в діловодстві має бути державна українська. |

- 20 квітня 1918 р. — Центральна Рада затвердила Конституцію УНР і обрала президентом М. Грушевського. Конституцію написано українською мовою, проте в ній нічого не сказано про права української чи будь-якої іншої мови.
- 29 квітня 1918 р. — міністр освіти проф. М. Василенко подав план роботи Міністерства, що передбачав українізацію школи, заснування Української Академії Наук і Національної бібліотеки.
- 5 травня 1918 р. — Міністерство освіти затвердило «Найголовніші правила українського правопису», що їх запропонував І. Огієнко та схвалила правописна комісія. Правопис надруковано в журналі «Вільна українська школа» (1919 — ч.10) та видано окремим відбитком у Києві 1919 р.
- 5-12 липня 1918 р. — засновано Термінологічну комісію при природничій секції Київського наукового товариства. Першим головою Комісії став П. Тутковський, потім — О. Яната. Серед джерел, що їх комісія мала використовувати, фігурують, зокрема, матеріяли «Наукового товариства ім. Шевченка», галицькі шкільні підручники, праці І. Верхратського та інших галицьких науковців. Отже, комісію від самого початку зорієнтовано на вироблення загальноукраїнської наукової термінології.

- 3 (чи 18) січня 1919 р. — Директорія видала закон про державну українську мову в УНР та про обов'язкове вживання української мови у діловодстві Української Академії Наук.

|  | Про державну мову в Українській Народній Республіці І. Державною мовою в Українській Народній Республіці вважається українська мова. Через те вона обов’язкова для вжитку в армії, фльоті і всіх урядових та загальних громадських публічно правних установах. ІІ. Приватним особам дозволяється звертатись до цих установ на їх мовах. |

- 17 січня 1919 р. — Міністр освіти проф. І. Огієнко запровадив до шкільного вжитку в усій Україні «Головніші правила українського правопису», що їх схвалила спеціальна комісія.
- 15 лютого 1919 р. — ЗУНР ухвалено «Закон про українську мову в державних установах», водночас він дозволяв національним меншинам користуватися своєю рідною мовою у взаємовідносинах з державними властями[66].
- 22 травня 1919 р. — вперше в історії на храмове свято в Військовому Микільському соборі в Києві всенічну та літургію правлено українською мовою. Композитор М. Леонтович написав музику на літургійний текст і сам диригував хором. Цей день вважають днем народження Української автокефальної православної церкви (УАПЦ). Київський єпископ Назарій (Блінов) покарав священиків, що брали участь у цих відправах: їм заборонено правити службу Божу.
- друга половина 1919 р. — під час окупації України Добровольчою армією генерал В. Май-Маєвський видав наказ № 22 з забороною давати українським школам будь-яку допомогу з державних і земських скарбниць. «Товариство Шкільної Освіти» перебрало керівництво всім шкільництвом, оборону його перед владою і матеріальне забезпечення (з добровільних внесків українських громад, насамперед української кооперації).

### Міжвоєнний період

#### Східна Галичина (Польща)
Одразу після збройного розгрому Західноукраїнської Народної Республіки та остаточного закріплення польської влади, на Західній Україні поновився наступ на українську мову. У 1924 р. — через чотири роки по закінченні польсько-української війни — Польська республіка видала закон про обмеження вживання української мови в адміністративних органах та судах на підвладних полякам українських землях. Міністр освіти С. Грабський здійснив реформу освіти (лат. lex Grabski), витіснивши українську мову з шкіл. Якщо в 1922—1923 навчальному році в Східній Галичині існували 2532 українські школи, то в 1929—1930 їх залишилося 749. У 1937 р. їх залишалося тільки 352. На Волині протягом цього часу кількість українських шкіл скоротилася з 440 до 8. На рівні середньої освіти становище було ще гіршим: 1931 року одна польська гімназія припадала на 16 тис. поляків, одна українська — на 230 тис. українців.
У Львівському університеті ліквідували українські кафедри, а самих українців намагалися туди не допускати. Коли ж українські викладачі та студенти влаштували свій власний неофіційний «таємний» університет у Львові, польські націоналісти за підтримки офіційної влади почали його погроми. Це тривало кілька років, доки читати лекції українцям українською мовою стало неможливо навіть в умовах підпілля. Проте в 1920—1925 р.р. тисячі студентів встигли хоча б частково отримати українську вищу освіту. У період свого розквіту «таємний» університет включав 54 професори, 15 кафедр і близько 1500 студентів.
Щоб розділити українців, польська влада розпочала пропаганду серед карпатських гуцулів, лемків та бойків ідеї про їх окремішність від решти українського народу. Відповідно робилися спроби розвинути лемківський говір в окрему мову. Тим часом на Холмщині та Західному Поліссі влада перевела на польську мову управління православною церквою, богословську освіту і навіть богослужіння.
- 1920 р. — в Західній Україні видано «Словник польсько-український і україно-польський» І. Свенціцького.
- 1920 р. — засновано просвітнє товариство «Рідна Хата» на Холмщині та Підляшші.
- 31 липня 1924 р. — за проєктом С. Грабського (міністра освіти Польської республіки 1923—1926 р.р.) прийнято закон (лат. lex Grabski) про обмежене вживання української мови в адміністративних органах, суді, школі. Українські школи ставали українсько-польськими; вибір між польською та українською мовами робили на підставі референдумів батьків. Результат: у 1922/1923 навчальному році в Галичині було 2532 українські школи, у 1937/1939 їх залишилося 352.

#### Буковина та Буджак (Румунія)
1919 р. повної румунізації зазнали 38 українських шкіл, 1920 — ще 84. Серед перших були українські гімназії в Чернівцях, Кіцмані та Вижниці, де готували національно свідомі педагогічні кадри. За ними повністю було румунізовано місцеві ремісничі школи, а також Чернівецький університет. У 1924 р. було видано закон, згідно з яким всі румуни, які «загубили материнську мову» [тобто українці], мають давати освіту дітям лише в румунських школах. Буковина з австрійських часів мала автономію та широку систему україномовного шкільництва — до 1927 р. усе це було ліквідовано. Міністерське розпорядження від 31 грудня 1929 р.дозволяло лише кілька годин української мови на тиждень у школах з більшістю учнів-українців (це положення було скасовано у 1933 р.). 9 вересня 1934 р. всіх українських вчителів, які вимагали вивчення української мови, спеціальним розпорядженням міністерства виховання Румунії звільнили з роботи «за вороже ставлення до держави і румунського народу».

#### Закарпаття (Чехословаччина)
Мовна політика чеської влади щодо мовних прав українців суттєво відрізнялася від політики СРСР. Польщі та Румунії. Уряд підтримував українське шкільництво. В 1938 р. у Закарпатті працювало 469 народних, 138 фахових і 23 городянські школи, де домінувала українська мова. Крім того, діяли 5 українських гімназій і 4 вчительські семінарії. Історик О. Субтельний наводить трохи інші дані: 851 українська початкова школа й 11 гімназій.
- 1920 р. — засновано товариство «Просвіта» в Ужгороді на Закарпатті. Діяло до 1939 р.

### СРСР
Дерусифікація України, розпочата революцією 1917 р. та відродженням української державності, була перервана окупацією України радянськими військами у 1919—1920 р.р. Встановлення радянської влади відновило панівне становище російської мови в Україні. Російською мовою велося діловодство партійних і державних установ, нею друкувалася більшість офіційних органів преси, декретів, відозв тощо. Книжкова продукція у 1919—1923 р.р. була переважно російською. Розпочата на підставі постанови XII З'їзду РКП(б) 1923 р. декретом Ради Народних Комісарів УССР від 27 липня 1923 р. українізація шкільно-виховних і культурно-освітніх установ, поширена постановою ВУЦВК і РНК УРСР від 1 серпня 1923 р. на державний апарат, велася важко, при опорі з боку росіян або зрусифікованих представників інших національностей. Незабаром темп українізації був значно послаблений. Виступаючи офіційно проти будь-яких «спроб утворити для російської культури в Україні панівне становище, що його вона мала за царату», ЦК КП(б)У в постанові від 19 квітня 1927 р. вирішив «визнати за російською мовою особливе значення». У наступні роки, зокрема з 1930 р., у партійних колах посилився активний опір українізації, поєднаний з тенденцією ревізувати постанову XII з'їзду РКП(б) та визнати її неактуальною. 1932—1933 р.р. українізацію замінив гострий протиукраїнський і одночасно русифікаційний курс. Культурні, державні або й партійні діячі, які здійснювали українізацію, були заарештовані, заслані чи розстріляні, а один з головних ініціаторів українізаційного руху, нарком освіти УРСР у 1927—1933 р.р. М. Скрипник вчинив самогубство. Була припинена незначна українізація на Кубані та на інших українських територіях в РРФСР, і посилалася русифікація українців поза межами УРСР.

#### ПНР
У 60-80-ті рр. XX ст. у ПНР кількість українських шкіл зменшилася зі 152 до 29. 1977 р. відповідним розпорядженням було змінено українські назви 110 населених пунктів: лише протест польських інтелектуалів змусив уряд повернути історичні українські назви частині місцевостей.

## Після 1991 року
- 7 жовтня 1991 р. — Президія Національної академії наук України заснувала на базі трьох відділів Інституту мовознавства ім. О. Потебні Інститут української мови. Перший директор — О. Тараненко, 1998—2008 р.р.— В. Німчук, від 2008 р.— П. Гриценко[75].
- 11 вересня 1992 р. — у Київський університет ім. Т. Шевченка (КУ) відкрито перший у світі лінгвістичний музей. Засновник і збирач фонду — К. Тищенко.
- 22-25 вересня 1992 р. — у Львові проведено «Першу міжнародну конференція Проблеми української науково-технічної термінології», що стала регулярною. У вересні 2002 року відбулася сьома конференція.
- 1993 р. — ** Наукове товариство ім. Шевченка у Львові почало перевидавати гаслову «Енциклопедію українознавства» (ЕУ-2). Останній 11 том («Доповнення і виправлення») видано 2003 р.
  - У Києві вийшов друком перший англійсько-український термінологічний словник — «Англо-український математичний словник» Р. Воронки, М. Кратка, Є. Мейнаровича та В. Павленка (близько 10 000 термінів).
  - Видано четверте, виправлене і доповнене, видання «Українського правопису», головним досягненням якого є виправлення помічених помилок третього видання й оновлення ілюстративного матеріалу. Потребу єдиного українського правопису воно не задовольняє. Голова Орфографічної комісії АН України — В. Русанівський.
- 1994 р. — ** Видано «Орфографічний словник української мови» (120 000 слів). Словник є спробою допасувати словника 1975 р. до вимог третього видання правопису.
  - У Києві перевидано тритомну «Енциклопедію українознавства» (ЕУ-1).
- 8 червня 1994 р. — Кабінет Міністрів України своєю постановою затвердив склад Національної правописної комісії.
- 19 липня 1994 р. — інавгураційна промова президента Л. Кучми: «Ближчим часом я маю намір запропонувати зміни до чинного законодавства з метою надання російській мові офіційного статусу при збереженні за українською мовою державного статусу». Це речення спричинило вибухову активізацію сил, що протидіяли запровадженню та виконанню закону «Про мову в Українській РСР», і різкий відкат у вживанні української мови в державних установах та освітніх закладах.
- 1996 р. — у Києві видано двотомний «Англо-український словник» Миколи Балли (близько 120 000 слів).
- 28 червня 1996 р. — Верховна Рада України прийняла Конституцію України. Мовну політику держави визначає стаття 10, згідно з якою українська мова в Україні є державною.
- осінь 1999 р. — надруковано проєкт найновішої редакції «Українського правопису», керівник авторського колективу — В. Німчук, наклад — 100 прим.
- 2000 р. — ** У Києві видано «Енциклопедію української мови».
  - Українське біблійне товариство (засновано у червні 1991 р.) видало «Новий Заповіт». Це — частина нового повного перекладу Біблії.
- 2001 р. — у Києві видано «Великий тлумачний словник сучасної української мови» за ред. В. Бусла (170 000 гасел).
- січень — лютий 2001 р. — «Правописне божевілля», масований наступ ЗМІ (переважно російськомовних) проти проєкту «Найновішої редакції українського правопису», що його мала розглядати «Національна правописна комісія» на засіданні, призначеному на 14 лютого. Обговорення припинено після того, як президент оголосив річний мораторій на прийняття нового правопису.
- 24-27 червня 2001 р. — апостольський візит Папи Римського Івана Павла II в Україну. Протягом візиту в літургійних відправах, проповідях, благословеннях та виступах, трансльованих з Києва та Львова у понад 100 країн світу, першоієрарх Католицької церкви звертався до громадян України українською мовою.
- 19 лютого 2002 р. — Кабінет міністрів України прийняв постанову № 198 «Про українську національну комісію з питань правопису», відповідно до якої зі складу комісії виведено багатьох відомих мовознавців, зокрема більшість авторів «Проекту найновішої редакції» та всіх закордонних членів комісії. Натомість до комісії залучено функціонерів високого рангу (немовознавців) та мовознавців, відомих своїм негативним ставленням до реформи правопису. Постанову не надруковано, інформація про неї є лише на сайті Кабінету міністрів.
- 2003 р. — видано «Український правопис, проект», керівник авторського колективу — В. Русанівський. Наклад — 75 примірників.
- 15 лютого 2010 р. — президент України В. Ющенко підписав указ № 161/2010, яким затвердив концепцію державної мовної політики. Своїм указом В. Ющенко доручив Кабінету Міністрів до 15 травня 2010 р. розробити і затвердити державну програму розвитку і функціонування української мови та мов національних меншин на 2011—2015 роки[76]. Крім розробки програми розвитку української мови, доручено також удосконалити законодавство про мови, забезпечити розширення застосування української мови в засобах масової інформації, сфері культури, освіти і науки. Метою Концепції є визначення стратегічних пріоритетів та орієнтирів у подоланні деформацій національного мовно-культурного та мовно-інформаційного простору, забезпеченні мовних прав громадян та єдності України. Згідно з концепцією, пріоритетом державної мовної політики має бути утвердження і розвиток української мови, а також забезпечення її функціонування в усіх сферах суспільного життя. Пріоритетним у реалізації державної мовної політики, зокрема, має бути забезпечення прав громадян на отримання інформації українською мовою, у тому числі через друковані ЗМІ, рекламу, а також на перегляд іноземних фільмів, дубльованих чи озвучених українською мовою. Серед пріоритетів також розвиток українського сегменту інтернету та комп'ютерного забезпечення українською, поліпшення якості українського мовлення на вітчизняному теле-і радіоканалах, створення системи чинного контролю за дотриманням законодавства про мови та механізми його здійснення, розробка механізмів захисту української мови і мов нацменшин від будь-яких проявів публічного приниження чи зневажання[77].
- 7 вересня 2010 р. — реєстрація головою фракції Партії регіонів у Верховній Раді О. Єфремовим, головою фракції Комуністичної партії України П. Симоненком та членом фракції Блоку Литвина С. Гриневецьким нового законопроєкту № 1015-3 «Про мови в Україні», що має на меті підвищити статус російської мови, витіснивши українську з деяких сфер функціонування[78][79][80][81]. За результатами опитувань соціологічної групи «Рейтинг», у вересні 2010 р. 47 % громадян України виступають проти надання російській мові статусу державної, 45 % підтримують надання такого статусу[82].
- Віце-прем'єр-міністр України з питань підготовки «Євро-2012» Б. Колесніков у ході 7-ї «Ялтинської щорічної зустрічі Україна та Світ — переосмислення перспектив» в Ялті[83] заявив, що для популяризації української мови в країні потрібні значні інвестиції, не менше декількох мільярдів доларів: «Потрібно розробити маркетингову програму, щоб зробити українську мову модною і популярною»[84].
- 11 жовтня 2010 р. — розпорядженням Кабінету Міністрів № 1988 з держбюджету виділено 85,6 млн грн. на програму «Виробництво телерадіопрограм для державних потреб», а саме на створення україномовної версії каналу «Euronews»[85].
- 18 жовтня 2010 р. — пікетування представниками громадських організацій Верховної Ради та обласних державних адміністрацій по всій Україні з вимогою не приймати законопроєкт № 1015-3 «Про мови в Україні» під гаслом «Займіться ділом, а не язиком!». Організаторами акції є громадянський рух «Відсіч», громадська кампанія «Новий Громадянин», рух добровольців «Простір свободи», серед учасників акції — письменники брати Віталій і Дмитро Капранови[86][87].
- 21 жовтня 2010 р. — прокуратура Запорізької області внесла протест на рішення сесії обласної ради від 8 вересня 2010 року про присвоєння російській мові статусу регіональної. Обласній раді запропоновано самостійно скасувати своє рішення[88].
- 22 березня 2022 року Європейська федерація національних мовних інституцій (EFNIL) під час позачергового засідання одностайно ухвалила рішення про надання Україні статусу асоційованого партнера EFNIL[89].
- 31 липня 2024 року Національна комісія зі стандартів державної мови схвалила текст Стандарту «Українська мова як іноземна. Рівні загального володіння А1-С2»[90].

З останніми новинами, що стосуються української мови, можна ознайомитися на «Порталі української мови».

## Тенденції розвитку
Основні тенденції розвитку сучасної української мови майже повністю збігаються із загальносвітовими лінгвістичними процесами. Це зокрема[джерело не вказане 293 дні]:
- природне тяжіння мов до спрощення граматики, що є запорукою збільшення кількості користувачів, отже — підвищення функціональності мови, її розповсюдження;
- насичення мови великою кількістю слів іншомовного походження, у тому числі термінів та номінативних одиниць, що пов'язано із розвитком певних наукових та виробничих галузей;
- значна жаргонізація мови та виникнення неологізмів, що покликане економити ресурси мовця, надавати мовленню емоційного забарвлення;
- перехід певних шарів лексики із категорії діалектизмів, жаргонізмів, термінів до складу загальновживаної лексики; — прагнення уніфікувати правила правопису, вмотивувавши їх до історичного розвитку мови.

## Українська мова в Інтернеті

### Запити українською мовою в інтернеті

Частка запитів до пошукової системи «Yandex» українською мовою, осінь 2010 р.

За даними пошукової системи «Yandex» восени 2010 р. найбільша частка запитів українською мовою у цій системі була в Тернопільській області — 33 %, найменша — в Криму — 3,7 %.
Статистичні дані «Yandex» станом на вересень 2014 свідчать, що між 2010 та 2013 роками частка українськомовних запитів у середньому зросла, причому в основному за рахунок центральних і західних регіонів: наприклад, у Івано-Франківській, Львівській, Тернопільській областях пошук українською склав понад 40 % від усіх запитів. В усіх регіонах українська мова найчастіше вживається у пошукових запитах, пов'язаних з освітою, держпослугами та адміністративними питаннями.

### Українськомовна блогосфера
У 2010 р. кількість українських блогів досягнула 700 тис. (на 40 % більше, ніж у 2009 р. — 500 тис.), кількість активних блогів — 120 тис. (у 2009 р. — 75 тис.), кількість блогерів, які пишуть українською мовою — 8 % (у 2009 р. — 7 %).
Кількість твіттер-аккаунтів в Україні у 2010 р. досягнула 80 тис. (на початку 2010 р. — 35 тис.), українську мову використовують 23 тис. користувачів мікроблогінгу (29 % від загальної кількості, на початку 2010 р. українськомовних твіттер-користувачів було 27 %), виключно українською мовою у твіттері спілкується 10 тис. користувачів (12,5 %, у 2009 р. — 7 %).

### Найвідвідуваніші сайти
68 % найвідвідуваніших вебсайтів в Україні у вересні 2010 р. мають українськомовний інтерфейс — це, зокрема, ВК, Google, Яндекс, Одноклассники, Youtube, Ukr.net, Facebook, Wikipedia, I.ua, Gismeteo.ua, Ex.ua, Meta.ua, Livejournal та Meteoprog.ua. 32 % найвідвідуваніших сайтів України українськомовного інтерфейсу не мають — це, зокрема Rambler, Rutracker, Marketgid, Depositfiles, Letitbit, Bigmir)net та ICQ.com.

### Інше
Українська мова наявна в інструменті «Microsoft», який використовується для перекладу при роботі з «Microsoft Office» і в пошуковику Bing — її додано в панель перекладу пошуковика «Bing», а також у прискорювачі в браузері «Internet Explorer» 8 та 9. А також вперше компанія «Microsoft» випустила операційну систему Windows 7 35 мовами в тому числі й українською (українськомовний інтерфейс). Операційна система Windows 8 також має українськомовний інтерфейс.
Український інтерфейс присутній і в програмах, таких як браузери, плеєри, утиліти і т.ін. Це дає змогу за бажання мати «українськомовний комп'ютер». Також йдуть «посили» розробникам програм, адміністраторам сайтів і т. д. щодо підтримки українських версій. Такими зусиллями досягнуто підтримка української версії у Skype і т. д. За «Global Internet Statistics» за вересень 2004 р. українська мова була 31 найпоширенішою мовою інтернету.
Українська також є однією з доступних мов у сервісі нейронного машинного перекладу DeepL.
Після початку повномасштабного вторгнення Росії в Україну значно зросло використання української мови в соціальних мережах.
Станом на 16 червня 2025 року сайт платформи «Маніфест» містить понад 13 тисяч українськомовних Ютуб-каналів.
Станом на 16 червня 2025 року сайт «КУЛІ» (Каталог української локалізації ігор) містить інформацію про 2909 офіційних, 64 напівофіційних та 752 неофіційні українські локалізації відеоігор.
За даними дослідження Центру контент-аналізу, проведеного в період із 15 серпня до 15 вересня 2024 року, темою якого стало співвідношення української та російської мов в українському сегменті Інтернету, після початку повномасштабного російського вторгнення в Україну в 2022 році використання української мови значно зросло, і вона помітно домінує над російською майже в усіх найпопулярніших в Україні соціальних мережах. Однак якщо взяти до уваги заблоковані в Україні російські соціальні мережі, а також тимчасово окуповані Росією території України (зокрема й ті, що окуповані з 2014 року), то українською мовою писалося 56 % повідомлень, тоді як російською — 44 % повідомлень. В українському сегменті Інстаграму українською мовою писалося 87 % повідомлень; Твіттер (X) і Фейсбук за цим показником сягнули 83 % і 79 %, відповідно. Українська практично зрівнялася з російською за використанням в українському сегменті Ютубу (50 %), при цьому трохи поступаючись російській у ТікТоці (46 %). Найменша частка написаних українською повідомлень була в російських соцмережах: у ВКонтакті (4 %) і в Однокласниках (1 %). Українська мова абсолютно переважає серед користувачів соцмереж у більшості регіонів України: в Івано-Франківській (де нею писали 96,2 % від усіх повідомлень), Тернопільській (94,6 %), Львівській (93,9 %), Рівненській (93,0 %), Волинській (89,5 %), Хмельницькій (88,8 %), Київській (87,2 %), Закарпатській (86,8 %), Чернівецькій (86,1 %), Черкаській (84,3 %), Житомирській (84,0 %), Вінницькій (82,6 %), Кіровоградській (80,4 %), Чернігівській (76,2 %), Полтавській (76,0 %), Сумській (75,0 %), Дніпропетровській (65,0 %), Миколаївській (63,8 %), Харківській (60,3 %), Херсонській (55,7 %) та Запорізькій (53,0 %) областях і місті Києві (68,0 %). Також українською була написана меншість повідомлень в Одеській (43,4 %), Донецькій (8,5 %) і Луганській (3,7 %) областях, місті Севастополь (2,8 %) та Автономній Республіці Крим (1,2 %).